# Manampaneva
Manampaneva is een plaats en commune in het noorden van Madagaskar, behorend tot het district Mandritsara, dat gelegen is in de regio Sofia. Tijdens een volkstelling in 2001 telde de plaats 9.060 inwoners.
De plaats biedt enkel lager onderwijs aan. 96 % van de bevolking werkt als landbouwer en 3,75 % houdt zich bezig met veeteelt. De belangrijkste landbouwproducten zijn rijst en pinda's; andere belangrijke producten zijn mais en maniok. Verder is 0,25% actief in de dienstensector.